# Culteranesimo

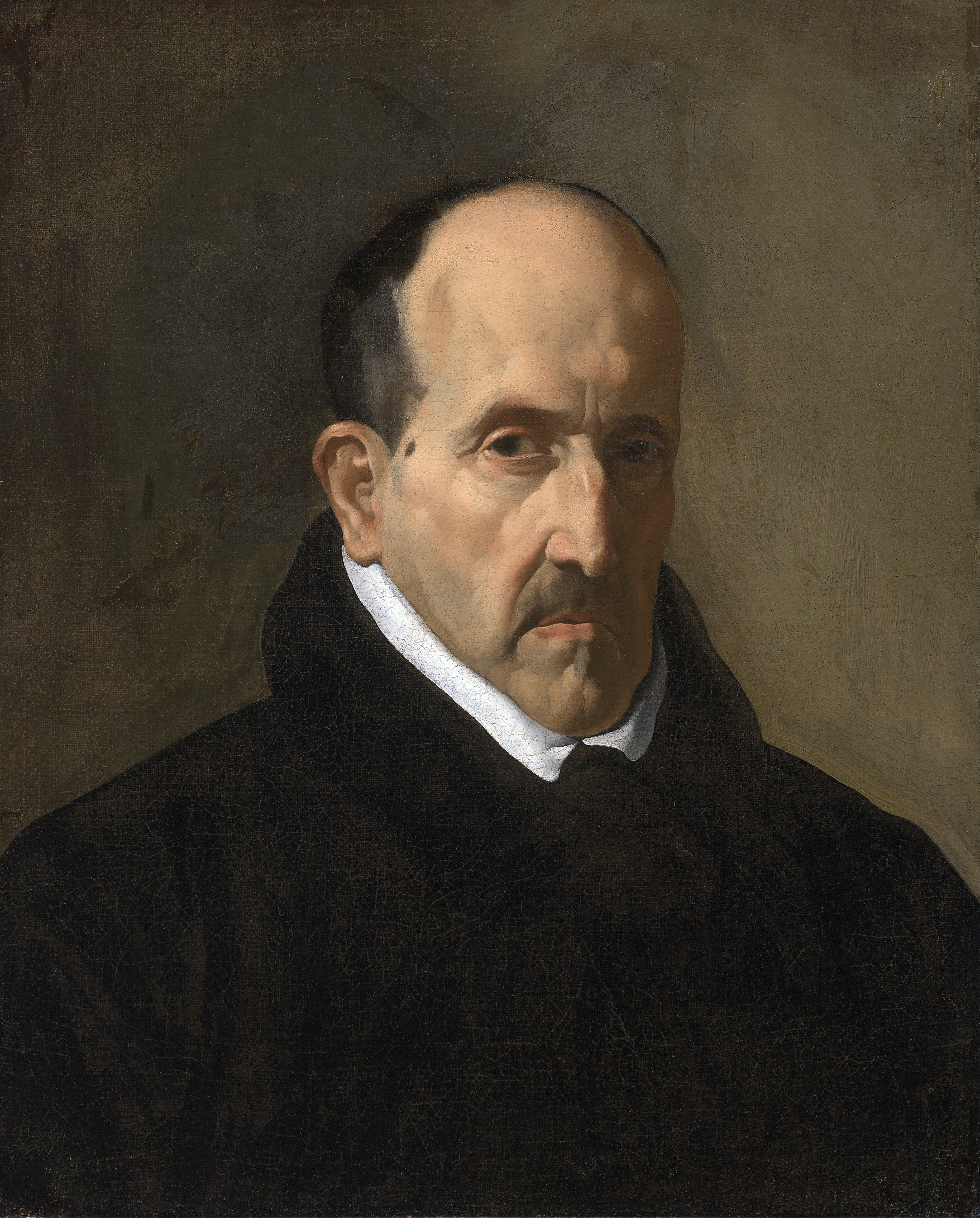
Luis de Góngora, fondatore del Culteranesimo o Gongorismo, di Velázquez.

Il culteranismo (anche culteranesimo o gongorismo) è un'estetica del barocco spagnolo nell'ambito più generale del concettismo, con il quale divide l'intenzione di rarefare e calibrare l'espressione separandola dall'equilibrio e chiarezza dei classici, ma con il procedimento opposto, cioè dilatando il significato in una maggiore espressione estetica, non per chiarire il messaggio mediante il procedimento della parafrasi, ma piuttosto per impressionare e confondere con il labirintico, il sensoriale e l'evanescente dell'espressione, e applicarsi fondamentalmente al genere lirico e al verso piuttosto che alla prosa.
Lo stile culterano è un'amplificazione non parafrastica in quanto non pretende esplicare ma dilettare con l'esercizio intellettuale dell'enigma. Questa estetica letteraria viene detta anche gongorismo dal nome del suo maggior esponente spagnolo, il poeta cordovano Luis de Góngora, il quale contribuì a crearla dandole la sua forma definitiva.
Tale estetica è stata assimilata a quelle di altri Paesi, più o meno coeve: al marinismo italiano, o al preziosismo francese, come pure all'eufuismo anglosassone. Tuttavia la Spagna contava già su un precedente del secolo XVI: frate Antonio de Guevara. 

## Culteranismo e culteranesimo
Il culteranesimo, variante spregiativa derivata per analogia con la parola "luteranesimo" in quanto paragona i culterani agli eretici della vera poesia, in realtà, essendo ramo dell'estetica barocca del concettismo, ne sfrutta appieno le potenzialità, in quanto impedisce cortigianamente la comprensione dell'opera letteraria, non mediante la concisione e la concentrazione del significato (la cosiddetta agudeza di Baltasar Gracián) come era usuale, ma piuttosto mediante la sua dispersione e organizzazione in forma di enigma per esercitare la cultura e l'intelligenza decifrando una forma più estesa e sensoriale. Nelle arti plastiche quest'arte si riflette per mezzo dell'utilizzo di emblemi e allegorie.

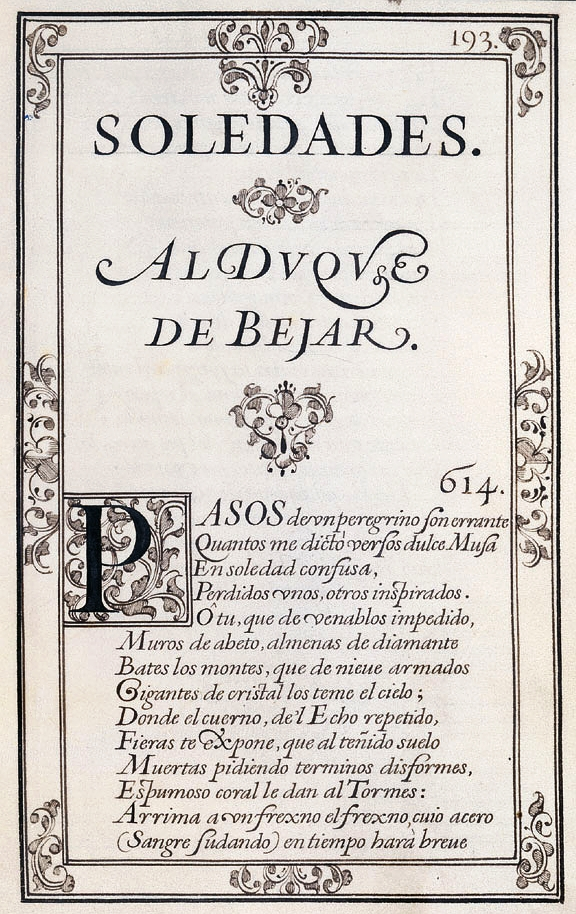
Pagina iniziale di Las soledades (l. I, pág. 193) nel Manoscritto Chacón.

Il culteranesimo, profondamente studiato da Dámaso Alonso per la celebrazione del tricentenario della morte di Góngora nel 1927, si caratterizza per l'abuso o concentrazione di alcuni ricorsi retorici già utilizzati nel manierismo:
- Ornamentazione sensoriale del verso (allitterazioni, epiteti, ecc.).
- Preferenza per una sintassi di larghi e labirintici periodi di complessa struttura ipotattica.
- Latinizzazione della sintassi mediante un estremo e violento iperbato e l'uso di alcune formule (A se no B, ecc.) e costruzioni proprie del latino.
- Abuso dei cultismi o di parole estratte, senza essere modificate, dal latino, che in questa maniera passarono ad arricchire l'idioma.
- Uso della metafora pura e dell'immagine più audace.
- Sublimazione dell'umile e insulto del nobile.
- Abbondanza di perifrasi in forma di allusioni ed esclusione di termini lessicali o referenti mitologici e culturali.
- Un'abbondante intertestualità tra autori latini, greci e moderni.

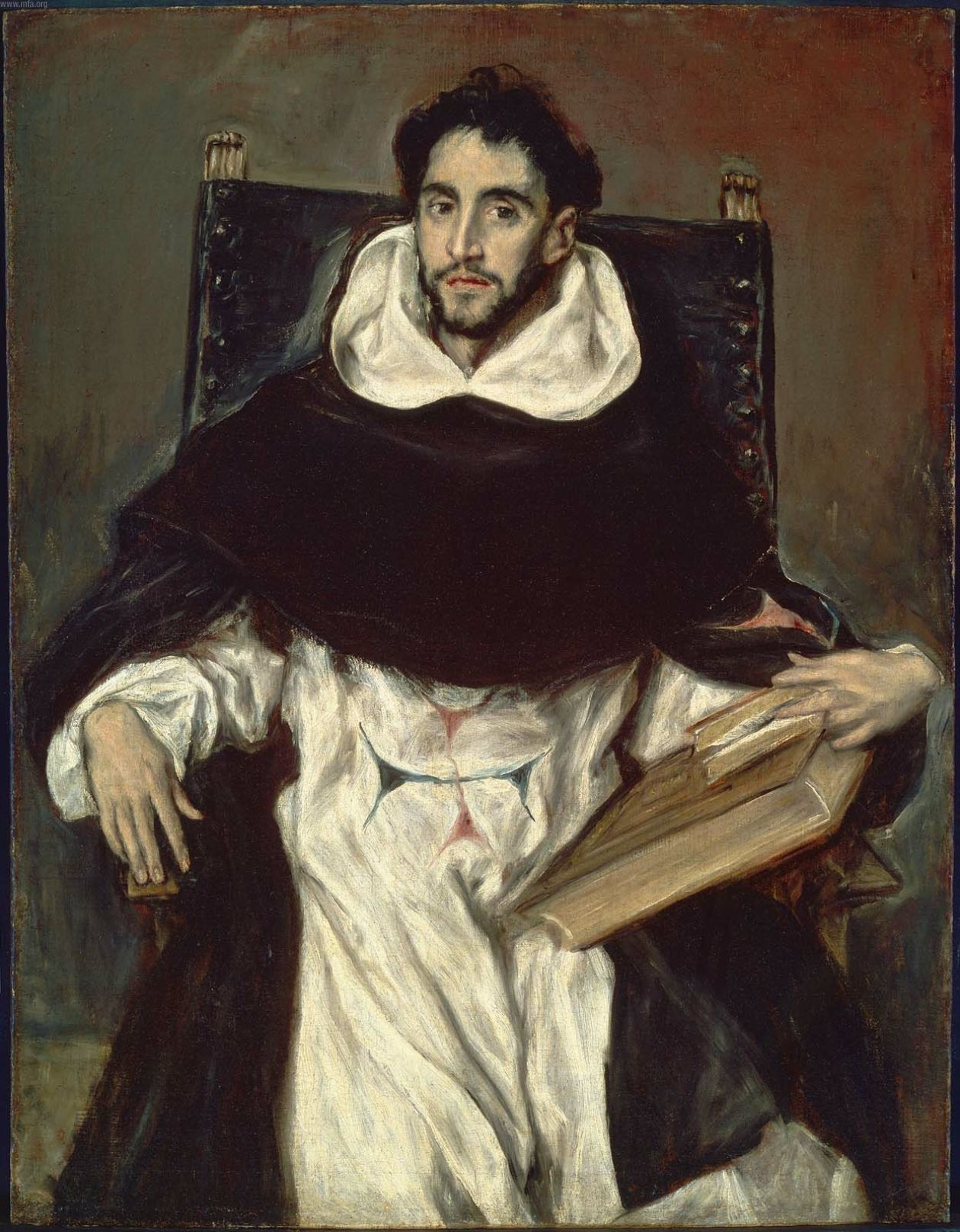
Il sacro predicatore frate Hortensio Félix Paravicino, di El Greco c. 1609.

Il culteranesimo viene abbozzato già nella precoce opera di Luis de Góngora e nel manierismo formale di poeti come Bernardo de Balbuena o Luis Carrillo y Sotomayor, ma può considerarsi definito già quando Góngora divulgò la sua abbondante silva, Soledades nel 1613, poesia che lasciò inconclusa dopo la seconda parte e che scandalizzò non poco, suscitando un grande dibattito estetico sulla poetica, non poche satire da parte dei fautori della forma canonica del concettismo (Francisco de Quevedo, Lope de Vega e Juan Martínez de Jáuregui, quest'ultimo dopo convertito in un entusiasta culterano) e glosse erudite da parte di ammirati esegeti come José García de Salcedo Coronel, autore di una edizione compendiata in tre volumi (1629-1648), José Pellicer, il quale compose nel 1630 delle Lezioni solenni all'opera di don Luis de Góngora y Argote (Lecciones solemnes a las obras de don Luis de Góngora y Argote) o Cristóbal de Salazar Mardones, autore di un'Illustrazione e difesa della favola di Piramo e Tisbe (Ilustración y defensa de la fabula de Píramo y Tisbe) (Madrid, 1635).
Seguirono questa estetica il Conte di Villamediana, che non imitò pedissequamente il maestro e arricchì la lingua con i suoi propri cultismi, autore della Fábula de Faetón; Sor Juana Inés de la Cruz, autrice delle enigmatiche silve che compongono il suo poema Primero sueño; Gabriel Bocángel, fine scrittore di sonetti; Pedro Soto de Rojas e Miguel Colodrero de Villalobos, ed altri. In Aragona anche ci furono seguaci dello stile gongorino, come Juan de Moncayo.
Vi sono, comunque, elementi gongorini nel teatro di Pedro Calderón de la Barca e negli autori della sua scuola, e nell'oratoria sacra di padre Hortensio Félix Paravicino, ma l'abuso di questa estetica nella oratoria sacra degenerò fino al punto di rendere incomprensibili al popolo i sermoni, in modo che nel secolo XVIII si alzarono le voci di Gregorio Mayans y Siscar con la sua opera El orador cristiano (1733) e del gesuita padre José Francisco de Isla con il suo racconto satirico Historia del famoso predicador Fray Gerundio de Campazas ("Storia del famoso predicatore Fray Gerundio de Campazas") (1758-1768) per respingere gli eccessi nel quale degenerò questo stile. Tuttavia, questa estetica si rivalorizzerà quando Paul Verlaine e Stéphane Mallarmé vi troveranno un precedente del simbolismo poetico francese e, già nel secolo XX, in una fase dell'evoluzione comune degli autori della generazione del '27 e nello stile dei Nuovissimi (Novísimos).